# Clarkson plc
Clarkson plc. ist ein britisches Unternehmen, das seinen Sitz in London hat. Es ist ein Anbieter von integrierten Schifffahrtsdienstleistungen. Zu den Segmenten des Unternehmens gehören 4 Bereiche: Vermittlung, Finanzierung, Unterstützung und Forschung. Das Segment Vermittlung bietet Schiffseignern Dienstleistungen für den Seetransport durch Vermittlung von Ladungen, Käufern und Verkäufern solche im Zusammenhang mit Kauf- und Verkaufstransaktionen. Das Finanzsegment bietet Service im Investmentbanking und ist auf die Sektoren Schifffahrt, Öldienstleistungen und natürliche Ressourcen spezialisiert. Das Segment Unterstützung bietet Hafen- und Agenturdienste, die Schiffsagenturdienste in Großbritannien und Ägypten umfasst. Das Segment Forschung umfasst die Bereitstellung von schifffahrtsbezogenen Informationen und Publikationen.
Das Unternehmen ist an der Londoner Börse gelistet und Teil des FTSE 250 Index.

## Geschichte
Das Unternehmen wurde 1852 von Horace Anderton Clarkson in London mithilfe eines Familienerbes gegründet. Als Sohn eines wohlhabenden Anwalts lud er Leon Benham, einen ehemaligen Kollegen, ein, das Unternehmen für ihn zu leiten. Er war fast 30 Jahre lang die treibende Kraft hinter Clarkson. Benhams Sohn Henry stieg bald in das Unternehmen ein. In den 1850er Jahren charterte das Unternehmen mit Segelschiffen, in den 1860er Jahren auch Dampfschiffe. Im Jahr 1872 wurde Clarksons mit dem Erwerb von drei Schonern Reeder. Das Unternehmen wurde 1929 zum weltweit größten Tankermakler, als Esso Clarksons zu seinem exklusiven Schiffsmakler ernannte. In den 1950er Jahren verfügte Clarkson zeitweise über eine Flotte von sechs Massengutfrachtern, die alle später verkauft wurden. Insgesamt besaß das Unternehmen Tanker, Stückgutfrachter, Erzfrachter, Kühlfrachtschiffe und Produkttanker, die inzwischen alle verkauft wurden.
In der Mitte des 20. Jahrhunderts begann Clarksons, sich zu diversifizieren, zunächst in die Versicherungsvermittlung, dann in die Bereiche Pauschalurlaub, Transport und andere Dienstleistungen. Die Expansion ins Ausland begann mit der Gründung einer Niederlassung in New York im Jahr 1956. Bald folgte die Eröffnung von Büros in Frankreich, Australien und Deutschland sowie in den 1960er Jahren in Südafrika und Griechenland. Die Expansion in den Fernen Osten begann in den 1990er Jahren, als über Clarkson Asia Unternehmen in Hongkong, Shanghai und Singapur gegründet wurden. 1997 wurden Verträge mit der koreanischen Werft  Daewoo im Gesamtwert von 1 Mrd. US-Dollar geschlossen, ein Betrag, der in den Folgejahren deutlich übertroffen wurde. Im Jahre 2008 wurde erstmals ein Umsatz von 250 Millionen Pfund erwirtschaftet.
Im Jahre 2015 wurde das Unternehmen RS Platou ASA übernommen. Damit wurde Clarkson ein Schwergewicht in der gesamten Schifffahrts- und Offshore-Branche. Damit konnten Fremd- und Eigenkapitallösungen sowie Risikomanagementstrategien bereitgestellt werden.